# Roger Swerts
Roger Swerts (Heusden, 28 december 1942) is een voormalig Belgisch wielrenner. Hij wordt onthouden als superknecht van Eddy Merckx. 

## Biografie
Als amateur nam hij deel aan de Olympische Spelen van 1964. Hij eindigde als achttiende in de olympische wegrit.
Hij begon zijn profcarrière in 1965 in het team van Raymond Poulidor. In zijn eerste profjaar werd hij derde in het wereldkampioenschap op de weg, na Tom Simpson en Rudi Altig. Na drie seizoenen stapte hij over naar de ploeg rond Eddy Merckx, waar hij zes jaar lang reed in dienst van zijn kopman. In 1972 won hij de Grote Landenprijs en, samen met Merckx, de Trofeo Baracchi.
Swerts eiste een belangrijkere rol op dan die van meesterknecht maar kreeg die niet onder Merckx. Hij verliet de ploeg-Merckx en reed in 1974 en 1975 voor IJsboerke, waar hij wel kopman kon zijn. In dat shirt werd hij in 1974 Belgisch kampioen. In Parijs-Roubaix van 1975 werd hij zevende, ondanks een zware val waarbij hij minutenlang bewusteloos was. Het kopmanschap ging hem echter niet zo goed af en na twee seizoenen keerde hij terug naar Merckx' ploeg.
Na zijn loopbaan als wielrenner is hij sportdirecteur geweest bij verschillende wielerploegen, waaronder Mini Flat - Vermeer Thijs, Vermeer Thijs, Dries-Verandalux (met o.m. Teun van Vliet) en Vlaanderen 2002, de voorloper van Topsport Vlaanderen.

## Belangrijkste overwinningen
1969
- Kampioenschap van Zürich

1972
- 4e etappe Ronde van België
- 5e etappe deel b Ronde van België
- Eindklassement Ronde van België
- Gent-Wevelgem
- Grote Prijs Forlì
- GP des Nations

1973
- 2e etappe Ronde van België
- 6e etappe deel A Ronde van Spanje

1974
- Belgisch kampioen op de weg, Elite
- Eindklassement Ronde van België

1975
- 1e etappe Ronde van Spanje

## Resultaten in voornaamste wedstrijden
| Jaar | Ronde van Italië | Ronde van Frankrijk | Ronde van Spanje |
| ---- | ---------------- | ------------------- | ---------------- |
| 1965 |                  | 41e                 |                  |
| 1966 |                  | 63e                 |                  |
| 1967 |                  | 54e                 |                  |
| 1968 | 25e              |                     |                  |
| 1969 | opgave           | 44e                 |                  |
| 1970 | 53e              | 24e                 |                  |
| 1971 | 21e              | 35e                 |                  |
| 1972 | 16e (1)          | 14e                 |                  |
| 1973 | 20e (1)          |                     | 9e (1)           |
| 1974 |                  |                     | 10e (3)          |
| 1975 |                  |                     | 29e (1)          |
| 1976 |                  |                     |                  |
| 1978 |                  |                     |                  |

| Jaar | Milaan-San Remo | Gent-Wevelgem | Ronde van Vlaanderen | Parijs-Roubaix | Amstel Gold Race | Luik-Bast.‑Luik | Brabantse Pijl | Waalse Pijl |  | WK op de weg |  | Wereldranglijsten |
| ---- | --------------- | ------------- | -------------------- | -------------- | ---------------- | --------------- | -------------- | ----------- |  | ------------ |  | ----------------- |
| 1965 |                 |               |                      |                |                  |                 |                |             |  | ↑            |  |                   |
| 1966 |                 |               |                      |                |                  | 10e             |                | 5e          |  |              |  |                   |
| 1967 |                 | 35e           | 14e                  | 15e            |                  | 19e             |                | 16e         |  |              |  |                   |
| 1968 |                 | 22e           |                      | 29e            |                  |                 | 4e             | 11e         |  |              |  |                   |
| 1969 |                 | 34e           |                      |                | 12e              | 6e              |                | 41e         |  | 5e           |  |                   |
| 1970 | 145e            |               |                      |                |                  |                 |                |             |  |              |  |                   |
| 1971 |                 | 57e           | 60e                  |                | 8e               |                 |                |             |  | 10e          |  |                   |
| 1972 | 30e             | Goud          | 6e                   | 12e            |                  | 4e              | Brons          | 10e         |  | opgave       |  | 13e (SPP)         |
| 1973 | 34e             |               |                      |                |                  |                 |                | 15e         |  |              |  |                   |
| 1974 | 26e             | 10e           | 15e                  |                |                  |                 | 7e             | 14e         |  | opgave       |  |                   |
| 1975 | 35e             | 9e            | 18e                  | 7e             |                  |                 |                | 23e         |  |              |  | 49e (SPP)         |
| 1976 | 55e             | 13e           |                      | 17e            | 7e               |                 | 8e             |             |  |              |  |                   |
| 1978 |                 |               |                      |                |                  | 45e             |                |             |  |              |  |                   |